# .cu
.cu (Cuba) é o código TLD (ccTLD) na Internet para a Cuba, criado em 1992, e operado pela CENIA Internet, por meio do Cuba NIC (NIC.cu).

## Categorias
.com.cu - Uso Geral, pode ser registrado por qualquer pessoa física ou jurídica,
.edu.cu - Uso destinado a entidades de Ensino e Pesquisa de Cuba, mediante apresentação de Documento,
.org.cu - Destinado a entidades Não Governamentais,
.net.cu - Destinado a Empresas que atuem na Internet,
.gov.cu - Destinado a Entidades Governamentais, mediante apresentação de Documento,
.int.cu - Destinado a Entidades Internacionais, como Embaixadas e Consulados,
.sld.cu - Destinado a Entidades na área da Saúde (Operado pela Infomed).